# Kongres Liberalno-Demokratyczny
Der Kongres Liberalno-Demokratyczny (kurz: KLD, deutsch „Liberal-Demokratischer Kongress“) war eine liberale Partei in Polen, die von 1990 bis 1994 bestand. 
Die KLD ging aus dem liberalen Flügel der Solidarność-Bewegung hervor. Parteichefs waren Janusz Lewandowski (bis Mai 1991) und der spätere Ministerpräsident Donald Tusk. Die Partei forderte freie Marktwirtschaft und individuelle Freiheit und befürwortete die Europäische Integration, rasche Privatisierung staatseigener Unternehmen und eine Dezentralisation der Regierung.

## Geschichte
Nach dem Rücktritt des ersten nach-kommunistischen Ministerpräsidenten Tadeusz Mazowiecki wurde im Januar 1991 das KLD-Mitglied Jan Bielecki Regierungschef. Er stand einer Koalition mit den ebenfalls aus Solidarność hervorgegangenen Parteien Unia Demokratyczna (UD) und Porozumienie Centrum (PC), der national-klerikalen ZChN und der ehemaligen Blockpartei SD vor. 
Bei den Parlamentswahlen 1991 gewann die KLD 7,5 % der Stimmen und zog mit 37 von 460 Sitzen in den Sejm. Zunächst war sie in der Opposition gegen die kurzlebigen Minderheitsregierungen von Jan Olszewski (PC) und Waldemar Pawlak (Bauernpartei). Im Juli 1992 wurde die KLD dann als Juniorpartner in die liberal-konservative Regierung von Hanna Suchocka (UD) aufgenommen. Bei der vorgezogenen Neuwahl 1993 erhielt die KLD nur noch 4,0 % der Stimmen und scheiterte somit an der Sperrklausel. Am 20. März 1994 fusionierte die Partei mit der christlich-liberalen UD zur Freiheitsunion (Unia Wolności, UW). 
Im Jahr 2001 gründeten einige Parteimitglieder unter Führung von Donald Tusk zusammen mit Mitgliedern der Wahlaktion Solidarność (Akcja Wyborcza Solidarność, AWS) die Partei Bürgerplattform (Platforma Obywatelska, PO). Dabei wurde die Fusion von UD und KLD praktisch wieder aufgehoben: Die Politiker, die aus der KLD kamen, wechselten überwiegend zur PO, während die vormaligen UD-Mitglieder in der UW blieben (die 2005 zur sozialliberalen Partia Demokratyczna, PD, umgebildet wurde).